# Challenger de Antalya IV 2021
El torneo Antalya Challenger IV 2021 fue un torneo de tenis perteneció al ATP Challenger Tour 2021 en la categoría Challenger 50. Se trató de la 4ª edición; el torneo tuvo lugar en la ciudad de Antalya (Turquía), desde el 6 hasta el 12 de diciembre de 2021 sobre pista dura al aire libre.

## Jugadores participantes del cuadro de individuales
| Favorito | País                            | Jugador                | Rank1 | Posición en el torneo |
| -------- | ------------------------------- | ---------------------- | ----- | --------------------- |
| 1        | Bandera de Turquía              | Cem İlkel              | 144   | Cuartos de final      |
| 2        | Bandera de la India             | Ramkumar Ramanathan    | 186   | Baja                  |
| 3        | Bandera de Croacia              | Duje Ajduković         | 251   | Cuartos de final      |
| 4        | Bandera del Reino Unido         | Ryan Peniston          | 284   | Segunda ronda         |
| 5        | Bandera de Italia               | Riccardo Bonadio       | 298   | Primera ronda         |
| 6        | Bandera de España               | Javier Barranco Cosano | 305   | Segunda ronda         |
| 7        | Bandera de Bosnia y Herzegovina | Nerman Fatić           | 307   | Semifinales, retiro   |
| 8        | Bandera de Serbia               | Miljan Zekić           | 308   | Baja                  |
| 9        | Bandera de Rusia                | Evgenii Tiurnev        | 319   | CAMPEÓN               |

- 1 Se ha tomado en cuenta el ranking del 29 de noviembre de 2021.

### Otros participantes
Los siguientes jugadores recibieron una invitación (wild card), por lo tanto ingresan directamente al cuadro principal (WC):
- Sarp Ağabigün
- Cem İlkel
- Alexandru Jecan

Los siguientes jugadores ingresan al cuadro principal tras disputar el cuadro clasificatorio (Q):
- Andrey Chepelev
- Cezar Crețu
- Marsel İlhan
- Damien Wenger

## Campeones

### Individual Masculino
- Evgenii Tiurnev derrotaron en la final a  Oleg Prihodko, 3–6, 6–4, 6–4

### Dobles Masculino
- Hsu Yu-hsiou /  Oleksii Krutykh derrotaron en la final a  Sanjar Fayziev /  Markos Kalovelonis, 6–1, 7–6(5)